# Praški groš
Praški groš (češko Pražský groš, nemško Prager Groschen, latinsko grossus Pragensis, poljsko grosz praski) je bil srebrnik, ki ga je začel kovati češki kralj Venčeslav II. leta 1300 na podlagi denarne reforme, ki so jo razvili italijanski pravniki in bankirji. Kovanec je bil v tistem času pogosta valuta tudi v drugih državah Srednje Evrope.
Njegovo ime izhaja iz latinskega izraza denarius grossus – veliki (ali debeli) denarij.

## Značilnosti
Praški groš je bil za svoj čas dokaj masiven in velik srebrnik. Tehtal je 3,5–3,7 g in imel visoko čistočo srebra (933/1000). Razdeljen je bil na dvanajst manjših srebrnikov, imenovanih parvus (latinsko majhen). Skozi ves čas svojega obstoja je imel  v bistvu enako prednjo in hrbtno stran. Na prednji strani je bila podoba češke kraljeve krone in v dveh vrsticah ime suverena in besedilo  DEI GRATIA REX BOEMIE (Po božji milosti češki kralj). Na hrbtni strani kovanca je bila podoba češkega heraldičnega leva in napis GROSSI PRAGENSES (praški groš).

## Zgodovina
Kovanje praškega groša je spodbudilo odkritje bogatih nahajališč srebra v Kutni Gori in gospodarski razvoj države, ki je bila takrat ena najnaprednejših v Evropi. Venčeslav II. je zato je na Češko povabil italijanske pravne in finančne svetovalce. Med njimi je leta 1292 na Češko  prišel odvetnik Gozzius iz Orvieta, znan tudi kot Gozzo iz Orvieta, da bi pomagal kralju pri njegovih zakonodajnih dejavnostih. Po Venčeslavovem  naročilu je sestavil nov zakonik za rudarstvo, znan kot Ius regale montanorum, ki je vključeval tudi reformo kovanja denarja. Zakonik je uvedel kovanje praškega groša in prepovedal obtok nekovanega srebra.
Srebrnik se je koval na Vlaškem dvoru v Kutni Gori. Za zgled je služil francoski groš Ludvika IX. iz leta 1266, imenovan gros tournois – tourski groš.
Čeprav je kralj Venčeslav II. želel,  da bi bil kovanec »trajen« in »večen«, sta se sčasoma zmanjšali tako masa kovanca (na 2,4 g) kot čistina srebra (na 562/1000). Kovanec je bil kljub temu zelo priljubljeno plačilno sredstvo in je prodrl tudi preko  meja čeških dežel.
V času husitskih vojn se je kovanje praškega groša začasno končalo, a je ostal številčna enota. Kdaj natančno se je prenehal kovati, ni znano. Znano je, da se je po letu  1433 koval občasno in bil v celoti obnovljen po reformah Jurija Podjebradskega, se pravi  po letu 1469. Po denarni reformi Jurija Podjebradskega je bilo uvedeno fiksno razmerje dva meissenska groša za enega praškega. Ferdinand I. je leta 1547 kovanje groša opustil in ga nadomestil s srebrnim tolarjem.
Kot del tolarja se je od leta 1573 po vzoru na  praški groš iz leta 1547 koval beli groš  in od leta 1576 polovični mali groš, ki je bil prvi kovanec s češkim napisom MALEY GROSS. Praški groš je bil ne glede na vse to še vedno v obtoku kot zakonito plačilno sredstvo. Dokončno je bil ukinjen s patentom Ferdinanda III. leta 1644.

## Praški groš v denarnem sistemu
Po reformi Venčeslava II. se je praški groš koval iz praške grivne (približno 253,17 g). Josef Smolík ob tem poudarja, da so bile v tem času v obtoku tudi številne druge grivne, očitno kot številčna in kot denarna enota. Iz praške grivne so kovali 64 grošev, zato se je hitro uveljavila številčna enota kup grošev  (60 grošev). Pretvorba starejše valute brakteat je bila določena z razmerjem  6 brakteatov = 1 groš.
Na notranjem trgu je bila na začetku samo ena vrsta malih kovancev (12 za groš). Leta 1384 sta bili uvedeni dve drugi vrsti drobnega denarja, katerih nominalna vrednost je bila 1 groš = 7 penijev (nummijev) = 14 helerjev = 28 obolov. V husitskem obdobju so bile razmere v mnogih pogledih izredne. Penijev niso kovali. Prevladovali so drobni kovanci z majhnim deležem srebra (skodelice in piščalke).
Mednarodni trg je zahteval kovanje zlatih kovancev. Zlatniki so se občasno kovali od vladavine Ivana Luksemburškega. Groš na zlatnike ni bil trdno vezan. Razmerje je bilo sprva pol kope (30 grošev) za zlatnik, ko se je čistoča srebra zmanjševala pa se je razmerje povečevalo. Ob uvedbi tolarja kot osnovnega kovanca denarnega sistema je bilo razmerje določeno 1 tolar = 30 grošev. Tako je bil definiran tudi kasnejši beli groš.

## Vir
- Josef Smolík. Pražské groše a jejich díly: 1300-1547. Praha: Česká akademie císaře Františka Josefa pro vědy, slovesnost a umění, 1894. Dostopno online.